# Toile industrielle

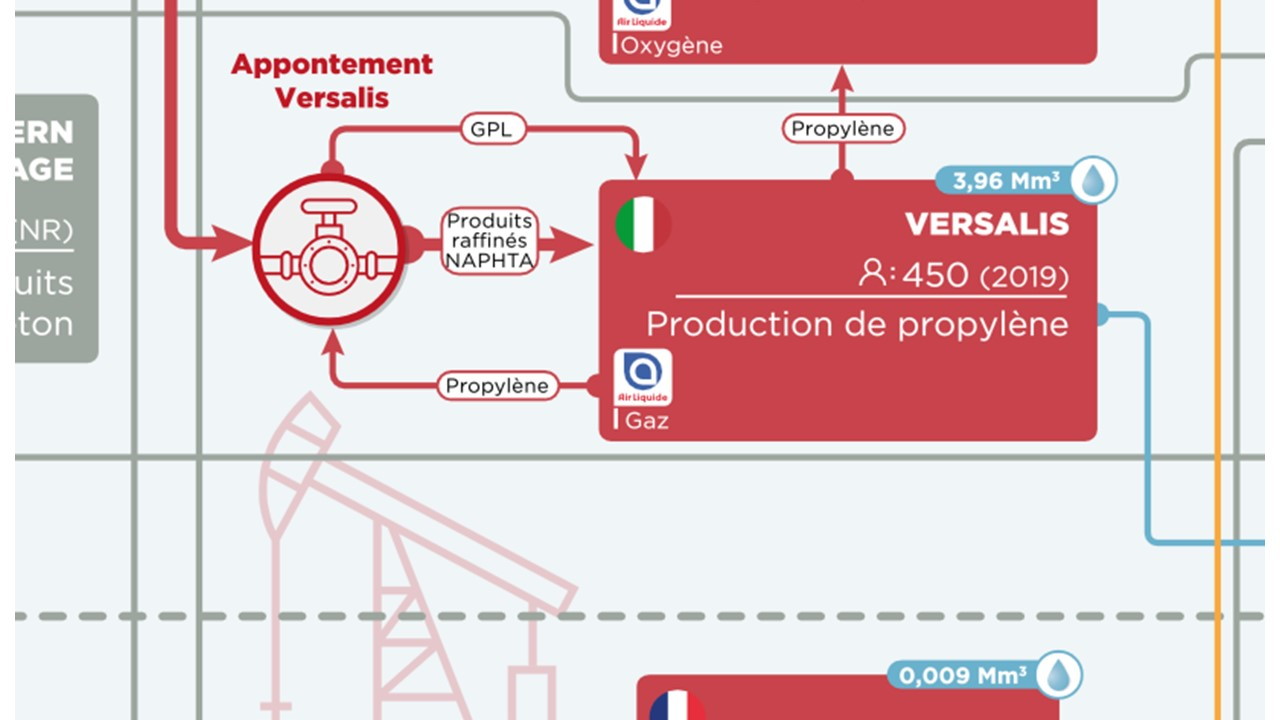
Détail de la toile industrielle 2020.

La Toile industrielle est un outil d'aide à la décision en matière de stratégie économique créé en 2009 par Jean-François Vereecke (économiste, directeur général adjoint) au sein de l'Agence d'urbanisme de la région Flandre-Dunkerque (AGUR). À l'origine, il s'agit d'une représentation des principaux échanges et relations qu’ont développés les industries implantées sur le bassin d’emploi de Dunkerque. Leurs liens avec les grands marchés internationaux, les ports et les sous-traitants sont représentés par des flèches de couleur. La Toile industrielle accompagne ainsi les décisions politiques et économiques en représentant des simulations d'impacts sur les écosystèmes industriels locaux. Aujourd'hui, cette approche, principalement portée par les agences d'urbanisme, est en plein développement et se traduit par de nouvelles expériences au Havre, à Saint-Étienne, à Bayonne. Cette méthode s'appuie sur la systémique pour permettre aux territoires de développer des projets de mise en symbiose dans différents domaines, tels l'industrie, l'agriculture et l'énergie.

## Objectifs
La Toile industrielle est une approche systémique du tissu industriel d'un territoire visant à construire une culture commune et à aider à la décision. Elle s'inspire largement de la méthodologie proposée par Joël de Rosnay dans Le Macroscope en rassemblant et en organisant les connaissances liées aux échanges interindustriels « en vue d'une plus grande efficacité de l'action ». L'outil s’adresse en premier lieu aux acteurs économiques des territoires en leur fournissant une vision globale des relations productives. Pour le Dunkerquois, elle brosse le portrait d’une organisation industrielle puissante et liée à plusieurs grands marchés (énergie, automobile, agroalimentaire…). Les échanges inter-industriels relèvent à la fois de relations client-fournisseur et de synergies économiques et écologiques (récupérations d’énergie, de déchets, d’effluents…). L’ensemble de ce système constitue une force d’attraction pour l’investissement industriel sur le territoire. Selon Lisa Diedrich, professeur d’architecture à Malmö (Suède), la toile industrielle « est l’instrument permettant de rendre visibles quelques-unes des forces de la culture locale dunkerquoise ». Il s’agit aussi d’un outil de prospective qui permet d’anticiper d’éventuels chocs conjoncturels et autres effets dominos.
Une connaissance fine des relations interindustrielles peut offrir d’importants bénéfices au développement économique des territoires. Les « écosystèmes industriels locaux » constituent en effet un patrimoine immatériel de grande valeur, dans le sens où ils produisent des externalités pouvant déboucher sur des coopérations, des échanges, des investissements, des contrats de proximité ou encore de l’écologie industrielle.
La Toile industrielle a d’abord été conçue comme outil d’analyse prospective. Elle est utilisée par les experts, le port, les chercheurs, les journalistes pour comprendre les liens entre les marchés internationaux et la santé des établissements locaux.
Elle s’inscrit dans la démarche de « Troisième révolution industrielle » (TRI) portée par la région des Hauts de France (intitulée « rev3 ») dans le sens où elle permet d’appréhender les perspectives d’un développement d’énergies renouvelables et, plus globalement, de concrétiser un scénario post-carbone pour le bassin d'emploi. La question de la Troisième révolution industrielle dépasse largement le seul champ industriel. Aussi, plusieurs déclinaisons de « Toiles » ont vu le jour pour compléter cette première approche (toile énergétique, toile agricole et agroalimentaire…).
La toile est un support de coopération entre établissements. Elle permet d’assurer le partage de l’information, la saisie d’opportunités, voire la contractualisation de services ou/et d’échanges, au bénéfice de l’économie circulaire et de l'écologie industrielle. Pour certains projets elle est même utilisée pour simuler de nouvelles synergies, notamment en cas d’implantation industrielle.
Le port de Dunkerque en est l’un des principaux utilisateurs dans le sens où elle constitue un outil de stratégie portuaire pour capter de nouveaux marchés, observer le positionnement stratégique des ports concurrents, optimiser l’accès aux utilités…
Elle intéresse également les investisseurs qui y trouvent des fournisseurs, clients et sous-traitants potentiels. C’est donc naturellement un support de marketing territorial très utilisé par l’agence de développement Dunkerque Promotion. Entre l’accueil d’une délégation chinoise, la rencontre d’investisseurs flamands et du Voka (syndicat patronal Flamand) et la présentation à plusieurs spécialistes de renommée internationale, les demandes d’informations sur cet outil dépassent aujourd’hui les frontières nationales. Ce constat a conduit l’AGUR à éditer une brochure déclinée en trois langues (français, anglais et néerlandais).

## Résultats observés
Dès sa publication, la toile a servi de document d’appui aux négociations liées à l’arrêt de la Raffinerie Total implantée dans le Dunkerquois. En 2009, lorsque l’État annonce la cessation des activités de raffinage, l’intersyndicale CGT se saisit de la toile industrielle et va négocier à Paris. En affichant clairement les synergies existant autour de la raffinerie, elle permettait de saisir les répercussions désastreuses sur les entreprises reliées à la raffinerie de Total, en premier lieu le Port qui perdrait 15 % de son chiffre d’affaires et 17 % de son activité. En compensation, l’État accepte finalement de faciliter l’implantation d’un terminal méthanier et des mesures immédiates sont prises jusqu’à l’implantation effective du site 5 ans plus tard.
En 2016-2017, la Toile industrielle a été utilisée dans le cadre d’investissements énergétiques, à l’occasion de la fermeture du site de la Société de la Raffinerie de Dunkerque (SRD) et pour l’implantation de plusieurs sociétés œuvrant pour l’économie circulaire.
Affichée dans les bureaux d'entreprises du territoire et au port de Dunkerque, elle est utilisée pour rechercher de nouvelles opportunités d’économie circulaire. Elle a notamment servi de base aux réflexions sur l’utilisation de résidus sidérurgiques.
Selon l’agence de développement Dunkerque Promotion, « c’est L’outil idéal pour présenter l’écosystème industriel et le potentiel d’économie circulaire de Dunkerque à des prospects ». Elle est donc mobilisée à l’occasion de rencontres avec des partenaires économiques susceptibles d’investir localement.
La Toile industrielle contribue elle-même à consolider ce partenariat en permettant l’échange d’informations et une lecture collective des mutations du tissu local. Ce type d’outil a un impact important sur la « culture économique » d’un territoire. Plusieurs scientifiques s’y intéressent, notamment Jeremy Rifkin, Suren Erkman, Didier Paris ou encore Lisa Didrich, qui l’ont découverte en 2015 lors de leur venue à Dunkerque.